# Anne-Marie Javouhey

Anne-Marie Javouhey (Jallanges, 10. studenoga 1779. – Pariz, 15. srpnja 1851.), bila je francuska katolička misionarka, humanitarka, utemeljiteljica Sestara svetoga Josipa od Clunyja i blaženica Katoličke Crkve, poznata pod naslovom »Osloboditeljica robova Novoga svijeta«.
Rođena je u općini Chamblanc kao peto od desetero djece Balthazara i Claudine Javouhey. U tinejdžerskim godinama, u razdoblju Francuske revolucije, pomagala je u brizi i skrivanju progonjenih katoličkih svećenika te osiguravanju održavanja svetih misa. Još kao devetnaestogodišnjakinja zavjetovala se postati redovnicom, što nije mogla ostvariti s obzirom na to da su francuske vlasti zatvorile i rušile crkve i samostane. God. 1801. otvorila je školu za siromašnu djecu u blizini Chamblanca. Zbog nedostatka sredstava i siromaštva prisiljena ju je zatvoriti te odlazi u trapistički samostan, gdje pohađa i završava novicijat.
Nakon novicijata zajedno s trima sestrama otvara školu i sirotište te 1805. u Cabillonu osnivaju Sestre sv. Josipa s ciljem školovanja djece i borbe protiv općega siromaštva koje je Revolucija ostavila. Odlukom vlasti škola je 1810. postala zatvorom za španjolske zarobljenike te se Javouhey posvetila njezi zarobljenika, pri čemu se zarazila tifusom. Sestre su 1812. otkupile samostan, otvorile opatiju i organizirale radionice i pomoć pri zapošljavanju ratnih udovica. Javouhey je 1817. pozvana na otvorenje škole na otoku Bourbon (danas Réunionu) u Indijskom oceanu. Dvije godine kasnije pokreće misiju u Saint-Louisu te na otoku Gorée u Senegalu, gdje se posvećuje bolničkom radu. Na zamolbu britanske vlade odlazi u Gambiju i posreduje u oslobađanju robova, za koje kasnije osniva i posebno naselje Mana te pomaže u borbi protiv pošasti žutice na području Sierra Leonea. Nakon tri mjeseca zbog slabosti se vraća u domovinu, a na Bourbon šalje sestru Rosalie u upravljanje misijama.
Na zamolbu francuske vlade zajedno s trideset i šest sestara i pedeset iseljenika osniva naselje New Angoulêm u Francuskoj Gvajani. Kod francuskih vlasti više je puta posredovala u oslobađanju robova te se za njih brinula u Mani. Do 1841. njezinim je zalaganjem oslobođeno četiristo robova. U Francusku se vraća 1843. te se tijekom Revolucije 1848. u sanitetu brine za ranjenike. 
Danas njezina kongregacija broji tri tisuće sestara koje djeluju u šezdeset država diljem svijeta.
Beatifikacijski postupak pokrenut je 1908., a blaženom ju je proglasio papa Pio XI. 1950.